# Julius Oldach

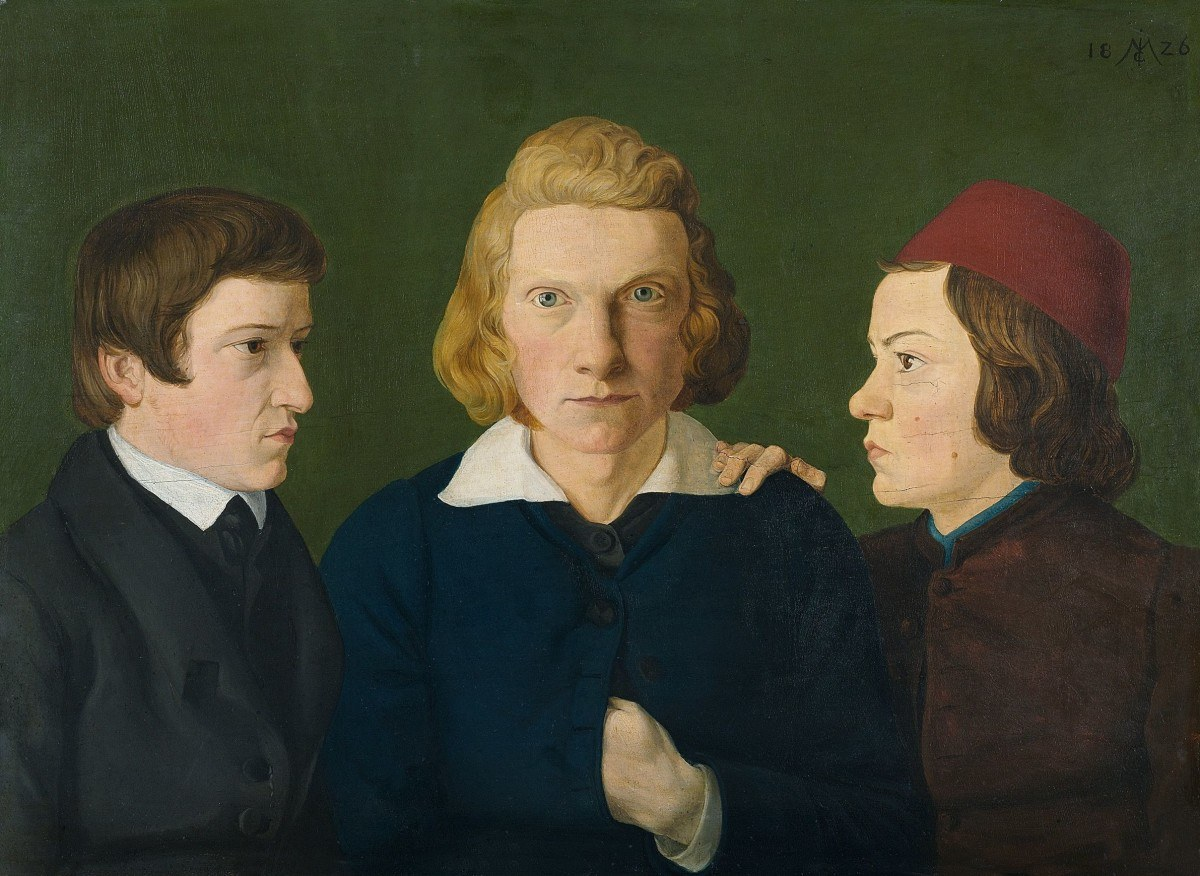
Von links nach rechts: Julius Oldach, Carl Julius Milde, Erwin Speckter (Bild von Carl Julius Milde, 1826)

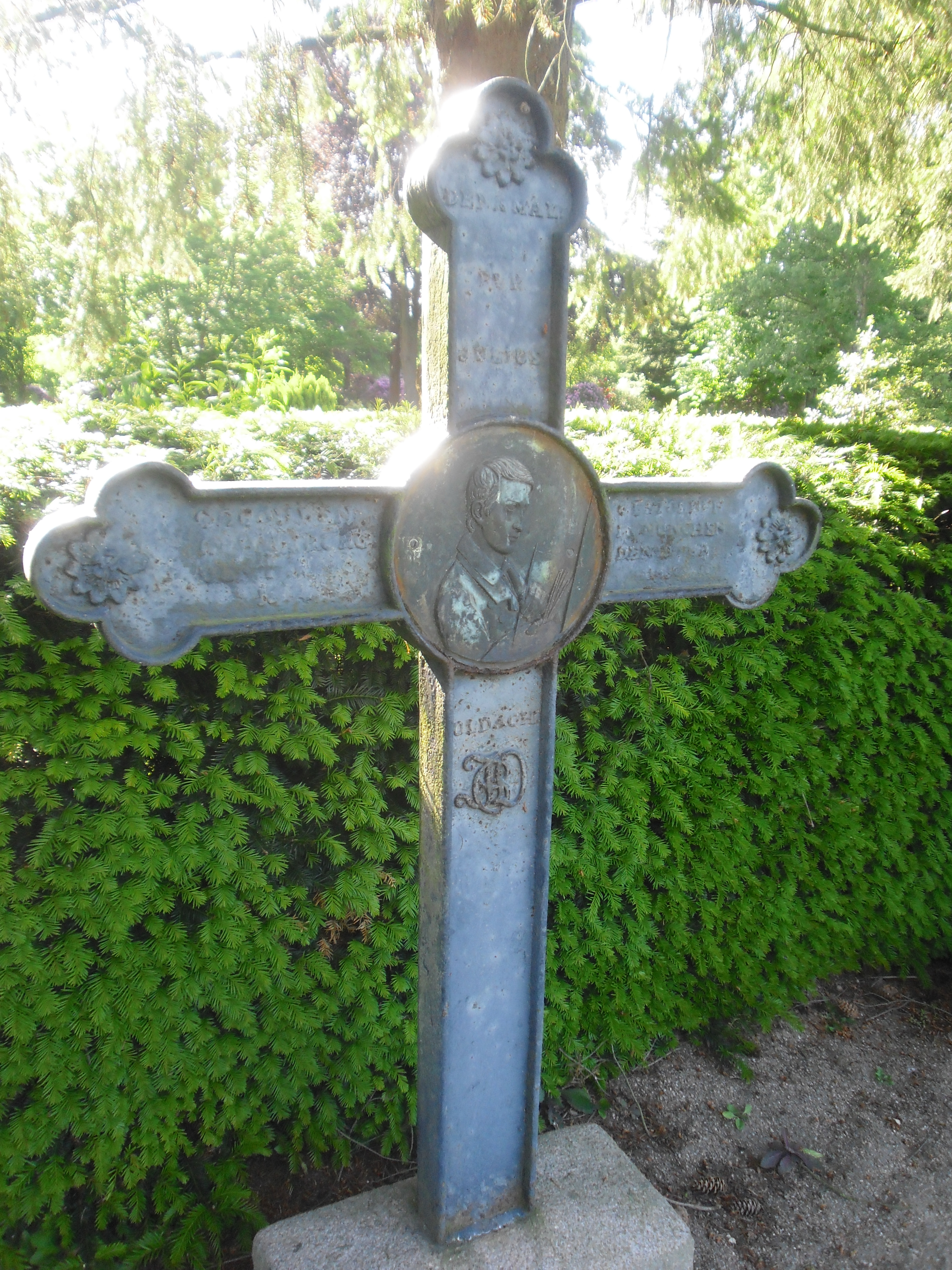
Grabstelle von Julius Oldach; Hamburg, Friedhof Ohlsdorf

Julius Oldach (* 17. Februar 1804 in Hamburg; † 19. Februar 1830 in München) war ein deutscher Maler der Romantik sowie des Realismus.

## Leben
Julius Oldach war das erste Kind des Bäckermeisters Friedrich Oldach und seiner Frau Catharina. Er  besuchte von 1821 bis 1823 die Königliche Kunstakademie in Dresden, danach wurde er Schüler von Peter von Cornelius in München.
Oldach malte hauptsächlich Porträts und Familienbilder und ist als Spätromantiker einzureihen. Er verstarb wenige Tage nach seinem 26. Geburtstag in München. Der ehemalige Leiter der Hamburger Kunsthalle Alfred Lichtwark verfasste über Oldach eine Monografie.

## Grabstätte

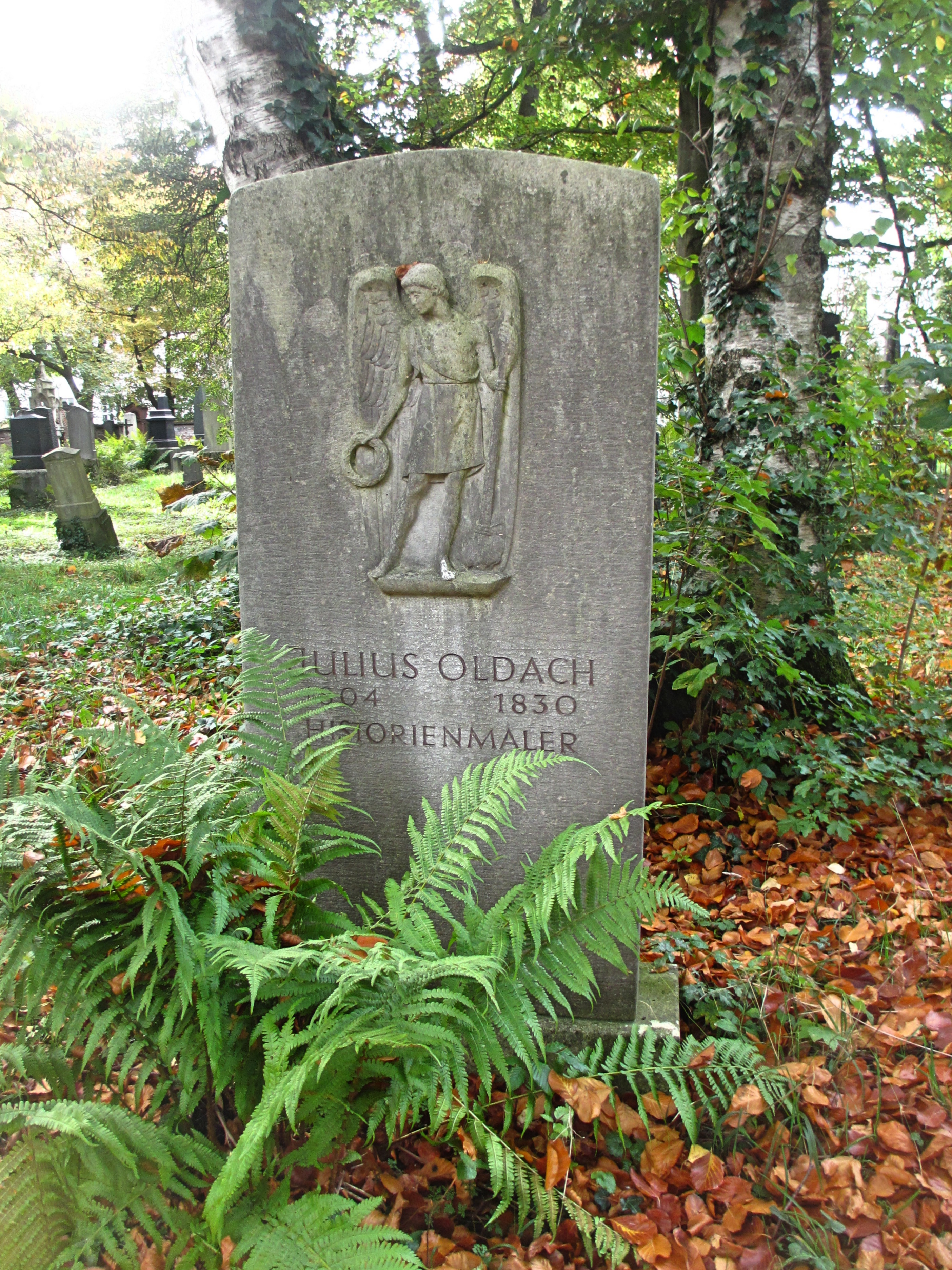
Grab von Julius Oldach auf dem Alten Südlichen Friedhof in München

Ein Grabmal-Kreuz für Julius Oldach befindet sich im Grabmal-Freilichtmuseum Heckengarten auf dem Hamburger Friedhof Ohlsdorf. Die Grabstätte von Julius Oldach befindet sich auf dem Alten Südlichen Friedhof in München (Gräberfeld 18 – Reihe 1 – Platz 35) Standort.

## Ehrungen
Die Oldachstraße in Hamburg-Barmbek ist nach ihm benannt.

## Galerie

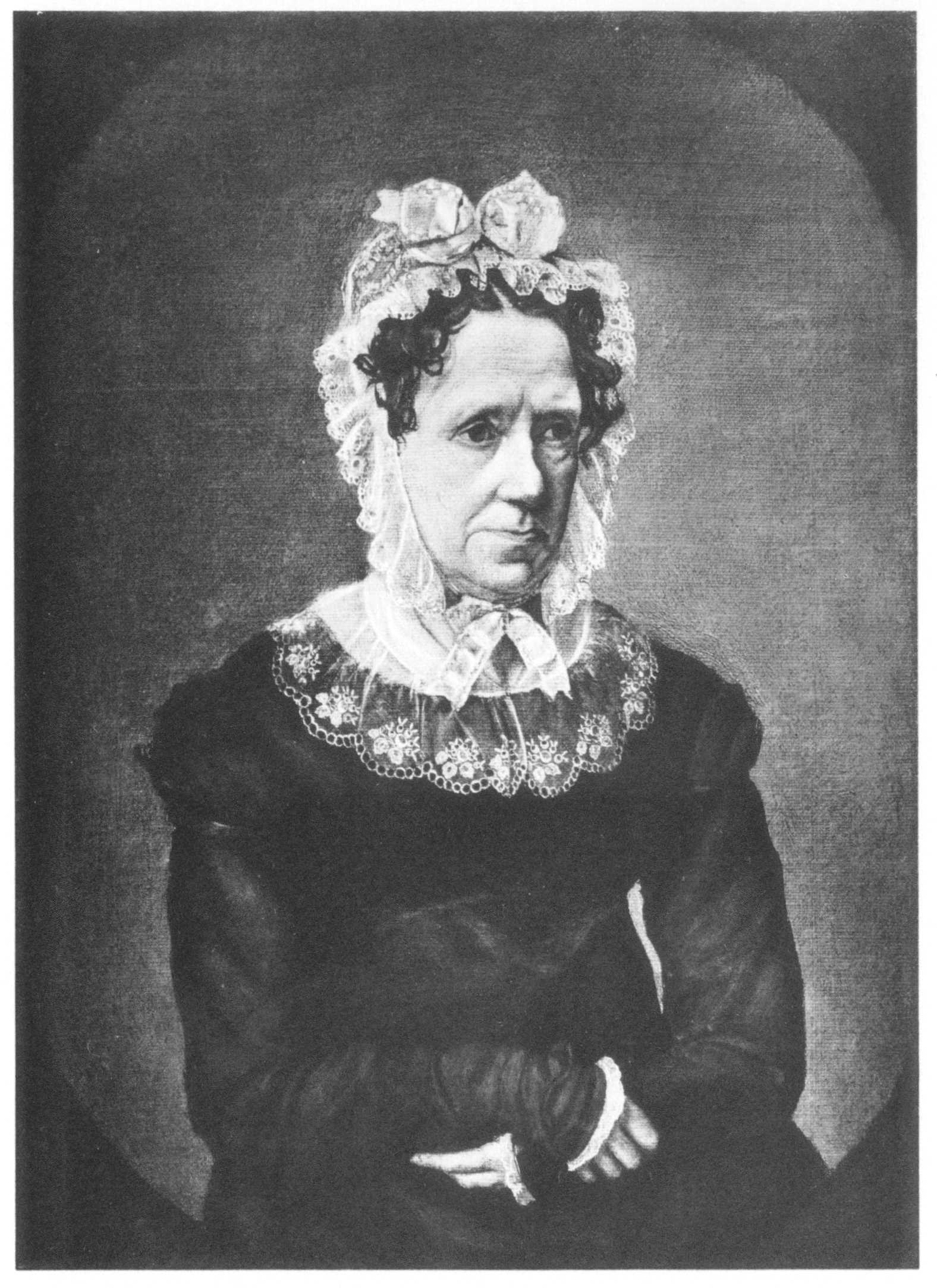
Tante Elisabeth Georg Jacob Wolf (Hg.): Verlorene Werke Deutscher Romantischer Malerei. 3. Aufl. (1932: 4. Aufl.) Verlag F. Bruckmann AG, München 1931. (ehemalige Kunsthalle Hamburg)
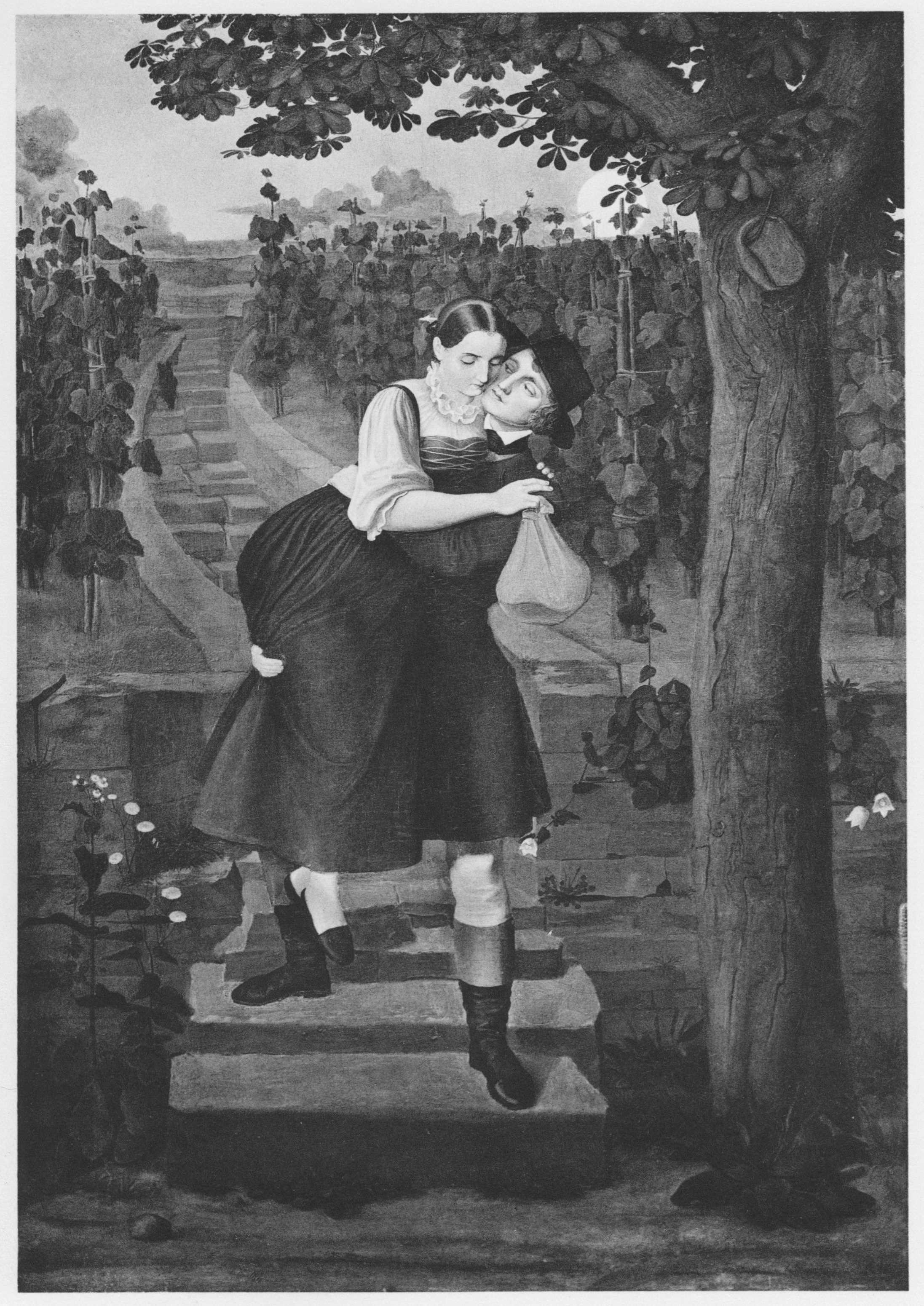
Hermann und Dorothea

## Ausstellungen (Auswahl)
- 2019: Hamburger Schule – Das 19. Jahrhundert neu entdeckt (12. April bis 14. Juli), Hamburger Kunsthalle